# 海外ドキュメンタリー
海外ドキュメンタリー（かいがいドキュメンタリー）は、1982年10月16日から2000年3月31日までNHK教育テレビで放送されたドキュメンタリー番組である。

## 概要
世界各国で制作された良質なドキュメンタリーを様々なジャンルにわたって紹介した。

## 放送時間
- 土曜日 20:00 - 20:45（1982 - 1989年度）
- 金曜日 20:00 - 20:45（1990 - 1994年度）
- 土曜日 20:00 - 20:45（1995年度）
- 金曜日 20:00 - 20:45（1996年度）
- 金曜日 22:00 - 22:45（1997 - 1999年度）

## 放送リスト
- ヨーロッパ激動の20世紀 (BBC)
- The Story of English (BBC)
- ワインの歴史
- ブラックボックス
- 水の歴史紀行
- エジプト 古代文明の謎を解く
- 核の時代
- カラーでみる第二次世界大戦
- 火星移住計画
- ツタンカーメンの呪い 悲劇の謎に挑む
- 未知なる生命・ヒト
- ローマ法王ヨハネ・パウロ2世の実像

## 関連番組
- ドキュメント地球時間
- 地球ドラマチック
- NHK海外ネットワーク
- BS世界のドキュメンタリー